# Segunda División de España 1962-63
La temporada 1962–63 de la Segunda División de España de fútbol corresponde a la 32.ª edición del campeonato y se disputó entre el 16 de septiembre de 1962 y el 21 de abril de 1963 en su fase regular. Posteriormente se disputaron las promociones de ascenso y permanencia entre el 12 de mayo y el 19 de junio.
Los campeones de Segunda División fueron el Pontevedra CF y el Real Murcia.

## Sistema de competición
La Segunda División de España 1962/63 fue organizada por la Federación Española de Fútbol (RFEF).
El campeonato contó con la participación de 32 clubes divididos en dos grupos de 16 equipos cada uno, agrupándose por criterios de proximidad geográfica, y se disputó siguiendo un sistema de liga, de modo que los 16 equipos de cada grupo se enfrentaron entre sí, todos contra todos en dos ocasiones -una en campo propio y otra en campo contrario- sumando un total de 30 jornadas. El orden de los encuentros se decidió por sorteo antes de empezar la competición.
Los primeros clasificados de cada grupo ascendieron directamente a Primera División, mientras que los segundos clasificados disputaron la fase de ascenso ante el decimotercero y decimocuarto clasificado de la máxima categoría en eliminatorias directas a doble partido.
Los dos últimos clasificados de cada grupo descendieron directamente a Tercera División, mientras que los decimoterceros y decimocuartos clasificados jugaron la promoción de permanencia ante los cuatro mejores subcampeones de ascenso de Tercera División en eliminatorias directas a doble partido.

## Clubes participantes
| Datos de ascensos y descensos con respecto a la temporada anterior |
| --- |
| RCD Español, Real Santander SD, Real Sociedad y CD Tenerife descienden de Primera División. RC Deportivo de La Coruña, Córdoba CF, Real Valladolid y CD Málaga ascienden a Primera División. Albacete Balompié, Atlético Ceuta, Cultural Leonesa, San Sebastián CF y CD Villarrobledo descienden a Tercera División. CD Constancia, CD Eldense, UP Langreo, Melilla CF y Sevilla Atlético ascienden a Segunda División. |

### Grupo I
| Equipo                                     | Ciudad            | Estadio              |
| ------------------------------------------ | ----------------- | -------------------- |
| Club Deportivo Atlético Baleares           | Palma de Mallorca | Balear               |
| Club Deportivo Basconia                    | Basauri           | Pedro López Cortázar |
| Burgos Club de Fútbol                      | Burgos            | Zatorre              |
| Real Club Celta de Vigo                    | Vigo              | Balaídos             |
| Club Deportivo Constancia                  | Inca              | Municipal d’Es Cos   |
| Deportivo Alavés                           | Vitoria           | Mendizorroza         |
| Real Club Deportivo Español                | Barcelona         | Sarriá               |
| Real Gijón                                 | Gijón             | El Molinón           |
| Sociedad Deportiva Indauchu                | Bilbao            | Garellano            |
| Unión Popular de Langreo                   | Langreo           | Ganzábal             |
| Club Deportivo Orense                      | Orense            | José Antonio         |
| Pontevedra Club de Fútbol                  | Pontevedra        | Pasarón              |
| Real Sociedad de Fútbol                    | San Sebastián     | Atocha               |
| Centro de Deportes Sabadell Club de Fútbol | Sabadell          | Cruz Alta            |
| Unión Deportiva Salamanca                  | Salamanca         | El Calvario          |
| Real Santander Sociedad Deportiva          | Santander         | El Sardinero         |

### Grupo II
| Equipo                          | Ciudad                 | Estadio                    |
| ------------------------------- | ---------------------- | -------------------------- |
| Cádiz Club de Fútbol            | Cádiz                  | Ramón de Carranza          |
| Club Deportivo Cartagena        | Cartagena              | El Almarjal                |
| Club Deportivo Eldense          | Elda                   | El Parque                  |
| Granada Club de Fútbol          | Granada                | Los Cármenes               |
| Hércules Club de Fútbol         | Alicante               | La Viña                    |
| Real Jaén Club de Fútbol        | Jaén                   | La Victoria                |
| Unión Deportiva Las Palmas      | Las Palmas             | Insular                    |
| Levante Unión Deportiva         | Valencia               | Vallejo                    |
| Melilla Club de Fútbol          | Melilla                | Álvarez Claro              |
| Club Deportivo Mestalla         | Valencia               | Mestalla                   |
| Club Real Murcia                | Murcia                 | La Condomina               |
| Agrupación Deportiva Plus Ultra | Madrid                 | Velódromo de Ciudad Lineal |
| Real Club Recreativo de Huelva  | Huelva                 | Estadio Municipal          |
| Club Deportivo San Fernando     | San Fernando           | Marqués de Varela          |
| Sevilla Atlético Club           | Sevilla                | Ramón Sánchez-Pizjuán      |
| Club Deportivo Tenerife         | Santa Cruz de Tenerife | Heliodoro Rodríguez López  |

## Resultados y clasificaciones

### Grupo I

#### Clasificación
| Pos. | Equipo                      | Pts. | PJ | G  | E | P  | GF | GC | Dif. | Clasificación                     |
| ---- | --------------------------- | ---- | -- | -- | - | -- | -- | -- | ---- | --------------------------------- |
| 1    | Pontevedra C. F. (C, A)     | 41   | 30 | 16 | 9 | 5  | 44 | 31 | +13  | Ascenso a Primera División        |
| 2    | R. C. D. Español (A)        | 39   | 30 | 17 | 5 | 8  | 40 | 24 | +16  | Acceso a Promoción de ascenso     |
| 3    | Real Santander S. D.        | 37   | 30 | 15 | 7 | 8  | 53 | 39 | +14  |                                   |
| 4    | Real Sociedad               | 35   | 30 | 14 | 7 | 9  | 77 | 44 | +33  |                                   |
| 5    | Real Gijón                  | 34   | 30 | 16 | 2 | 12 | 50 | 46 | +4   |                                   |
| 6    | R. C. Celta de Vigo         | 32   | 30 | 13 | 6 | 11 | 47 | 31 | +16  |                                   |
| 7    | C. D. Orense                | 31   | 30 | 14 | 3 | 13 | 43 | 37 | +6   |                                   |
| 8    | Deportivo Alavés            | 30   | 30 | 12 | 6 | 12 | 43 | 46 | −3   |                                   |
| 9    | S. D. Indauchu              | 30   | 30 | 11 | 8 | 11 | 46 | 42 | +4   |                                   |
| 10   | Burgos C. F.                | 29   | 30 | 12 | 5 | 13 | 39 | 47 | −8   |                                   |
| 11   | U. D. Salamanca             | 27   | 30 | 10 | 7 | 13 | 40 | 46 | −6   |                                   |
| 12   | C. D. Constancia            | 26   | 30 | 11 | 4 | 15 | 42 | 51 | −9   |                                   |
| 13   | U. P. Langreo               | 25   | 30 | 8  | 9 | 13 | 33 | 42 | −9   | Acceso a Promoción de permanencia |
| 14   | C. D. Atlético Baleares (D) | 23   | 30 | 9  | 5 | 16 | 37 | 51 | −14  | Acceso a Promoción de permanencia |
| 15   | C. D. Basconia (D)          | 21   | 30 | 9  | 3 | 18 | 31 | 65 | −34  | Descenso a Tercera División       |
| 16   | C. D. Sabadell C. F. (D)    | 20   | 30 | 8  | 4 | 18 | 43 | 66 | −23  | Descenso a Tercera División       |

 Fuente: BDFutbol
Criterios de clasificación: Puntos · Diferencia de goles · Goles a favor · Play-off

#### Resultados
| Local \ Visitante       | ALV | BAL | BAS | BUR | CEL | CON | ESP | GIJ | IND | LAN | ORE | PON | RSA | RSO | SAB  | SAL |
| ----------------------- | --- | --- | --- | --- | --- | --- | --- | --- | --- | --- | --- | --- | --- | --- | ---- | --- |
| Deportivo Alavés        | —   | 1–0 | 2–0 | 3–1 | 1–1 | 6–0 | 1–0 | 3–0 | 2–1 | 1–0 | 2–0 | 1–1 | 0–2 | 1–4 | 2–4  | 0–0 |
| C. D. Atlético Baleares | 2–1 | —   | 3–0 | 3–0 | 2–1 | 1–1 | 0–1 | 1–2 | 0–1 | 1–1 | 0–2 | 0–2 | 1–1 | 2–1 | 3–1  | 3–2 |
| C. D. Basconia          | 2–1 | 1–0 | —   | 1–0 | 1–3 | 3–1 | 0–2 | 1–0 | 1–2 | 2–1 | 2–1 | 5–0 | 0–1 | 2–2 | 1–1  | 2–1 |
| Burgos C. F.            | 3–0 | 4–0 | 5–0 | —   | 1–0 | 1–0 | 0–0 | 2–1 | 2–2 | 2–1 | 0–2 | 2–3 | 2–0 | 0–0 | 2–1  | 2–0 |
| R. C. Celta de Vigo     | 1–2 | 0–2 | 2–0 | 2–1 | —   | 5–0 | 3–0 | 2–1 | 0–0 | 0–0 | 1–0 | 2–0 | 1–3 | 6–1 | 4–1  | 0–1 |
| C. D. Constancia        | 4–1 | 2–0 | 2–0 | 2–3 | 1–2 | —   | 1–0 | 4–0 | 2–0 | 0–0 | 2–0 | 1–1 | 6–2 | 4–2 | 2–1  | 0–0 |
| R. C. D. Español        | 2–1 | 2–1 | 4–0 | 2–0 | 3–1 | 1–0 | —   | 5–0 | 0–0 | 2–1 | 3–0 | 1–2 | 1–0 | 0–0 | 1–0  | 3–0 |
| Real Gijón              | 3–0 | 3–1 | 4–0 | 1–0 | 3–2 | 2–0 | 3–1 | —   | 3–0 | 1–1 | 1–1 | 0–2 | 1–0 | 4–0 | 4–2  | 3–0 |
| S. D. Indauchu          | 3–3 | 4–1 | 1–0 | 0–0 | 0–2 | 4–1 | 0–1 | 1–2 | —   | 5–1 | 1–3 | 1–1 | 2–1 | 1–1 | 3–0  | 6–4 |
| U. P. Langreo           | 0–1 | 2–4 | 2–1 | 1–1 | 1–1 | 1–0 | 0–1 | 2–0 | 3–1 | —   | 2–2 | 0–0 | 3–0 | 1–0 | 1–0  | 3–3 |
| C. D. Orense            | 1–0 | 2–0 | 6–0 | 0–1 | 2–1 | 1–0 | 1–2 | 4–2 | 1–0 | 2–0 | —   | 3–0 | 0–1 | 1–0 | 2–0  | 1–1 |
| Pontevedra C. F.        | 2–0 | 4–1 | 2–0 | 3–1 | 1–1 | 0–2 | 1–1 | 1–0 | 3–2 | 2–0 | 2–1 | —   | 3–2 | 0–0 | 1–0  | 4–1 |
| Real Santander S. D.    | 1–1 | 2–2 | 5–1 | 5–2 | 1–0 | 1–0 | 1–1 | 6–0 | 2–0 | 2–0 | 2–1 | 2–1 | —   | 3–2 | 1–0  | 2–1 |
| Real Sociedad           | 5–2 | 3–2 | 7–2 | 7–0 | 2–0 | 6–1 | 3–0 | 3–1 | 1–2 | 3–1 | 6–1 | 1–1 | 2–2 | —   | 11–1 | 2–0 |
| C. D. Sabadell C. F.    | 2–3 | 3–0 | 2–2 | 5–0 | 0–3 | 4–3 | 2–0 | 1–3 | 1–2 | 1–3 | 2–1 | 0–0 | 4–4 | 2–0 | —    | 2–0 |
| U. D. Salamanca         | 1–1 | 1–1 | 2–1 | 2–1 | 0–0 | 3–0 | 2–0 | 0–2 | 2–1 | 3–1 | 3–2 | 0–1 | 2–0 | 1–2 | 4–0  | —   |

### Grupo II

#### Clasificación
| Pos. | Equipo                     | Pts. | PJ | G  | E  | P  | GF | GC | Dif. | Clasificación                     |
| ---- | -------------------------- | ---- | -- | -- | -- | -- | -- | -- | ---- | --------------------------------- |
| 1    | Real Murcia C. F. (C, A)   | 42   | 30 | 18 | 6  | 6  | 40 | 20 | +20  | Ascenso a Primera División        |
| 2    | Levante U. D. (A)          | 41   | 30 | 18 | 5  | 7  | 61 | 34 | +27  | Acceso a Promoción de ascenso     |
| 3    | U. D. Las Palmas           | 38   | 30 | 16 | 6  | 8  | 45 | 32 | +13  |                                   |
| 4    | Cádiz C. F.                | 37   | 30 | 17 | 3  | 10 | 49 | 46 | +3   |                                   |
| 5    | R. C. Recreativo de Huelva | 32   | 30 | 9  | 14 | 7  | 40 | 26 | +14  |                                   |
| 6    | Granada C. F.              | 30   | 30 | 12 | 6  | 12 | 38 | 29 | +9   |                                   |
| 7    | C. D. Eldense              | 29   | 30 | 13 | 3  | 14 | 51 | 58 | −7   |                                   |
| 8    | Hércules C. F.             | 29   | 30 | 12 | 5  | 13 | 51 | 42 | +9   |                                   |
| 9    | C. D. Mestalla             | 29   | 30 | 11 | 7  | 12 | 50 | 55 | −5   |                                   |
| 10   | C. D. Tenerife             | 29   | 30 | 11 | 7  | 12 | 42 | 34 | +8   |                                   |
| 11   | Melilla C. F.              | 27   | 30 | 9  | 9  | 12 | 36 | 42 | −6   |                                   |
| 12   | C. D. San Fernando         | 27   | 30 | 11 | 5  | 14 | 33 | 58 | −25  |                                   |
| 13   | C. D. Cartagena (D)        | 26   | 30 | 9  | 8  | 13 | 40 | 53 | −13  | Acceso a Promoción de permanencia |
| 14   | Real Jaén C. F. (D)        | 25   | 30 | 9  | 7  | 14 | 35 | 41 | −6   | Acceso a Promoción de permanencia |
| 15   | Sevilla Atlético (D)       | 22   | 30 | 8  | 6  | 16 | 34 | 54 | −20  | Descenso a Tercera División       |
| 16   | A. D. Plus Ultra (D)       | 17   | 30 | 6  | 5  | 19 | 29 | 50 | −21  | Descenso a Tercera División       |

 Fuente: BDFutbol
Criterios de clasificación: Puntos · Diferencia de goles · Goles a favor · Play-off

#### Resultados
| Local \ Visitante          | CAD | CAR | ELD | GRA | HER | JAE | LAS | LEV | MEL | MES | MUR | PLU | REC | SFE | SAT | TEN |
| -------------------------- | --- | --- | --- | --- | --- | --- | --- | --- | --- | --- | --- | --- | --- | --- | --- | --- |
| Cádiz C. F.                | —   | 2–1 | 6–0 | 3–1 | 3–1 | 2–1 | 2–0 | 2–1 | 1–0 | 3–1 | 3–1 | 2–1 | 3–1 | 2–0 | 2–1 | 1–0 |
| C. D. Cartagena            | 3–1 | —   | 0–0 | 1–1 | 1–0 | 3–1 | 2–2 | 0–1 | 2–2 | 1–1 | 1–0 | 3–1 | 1–1 | 4–2 | 3–1 | 1–0 |
| C. D. Eldense              | 5–0 | 3–1 | —   | 2–0 | 1–1 | 4–0 | 2–0 | 1–1 | 2–0 | 4–1 | 1–0 | 4–0 | 2–1 | 6–2 | 1–2 | 2–1 |
| Granada C. F.              | 0–0 | 2–0 | 2–0 | —   | 1–0 | 0–0 | 0–0 | 5–0 | 1–0 | 6–0 | 0–1 | 2–0 | 4–0 | 2–0 | 2–0 | 0–0 |
| Hércules C. F.             | 2–0 | 6–1 | 2–3 | 3–1 | —   | 1–0 | 0–1 | 2–3 | 2–0 | 3–0 | 2–1 | 2–0 | 1–0 | 3–1 | 5–3 | 5–0 |
| Real Jaén C. F.            | 2–0 | 3–2 | 3–0 | 3–0 | 3–0 | —   | 1–1 | 0–0 | 2–0 | 1–2 | 1–3 | 3–0 | 1–1 | 3–0 | 3–1 | 0–0 |
| U. D. Las Palmas           | 2–1 | 3–1 | 6–0 | 3–0 | 3–1 | 1–0 | —   | 1–0 | 3–2 | 3–1 | 1–0 | 1–0 | 0–0 | 2–0 | 3–2 | 0–1 |
| Levante U. D.              | 7–2 | 2–1 | 4–1 | 1–0 | 2–1 | 6–1 | 3–0 | —   | 2–0 | 4–2 | 1–2 | 3–0 | 2–1 | 3–1 | 2–0 | 3–1 |
| Melilla C. F.              | 0–2 | 2–2 | 3–2 | 1–0 | 1–0 | 2–1 | 1–2 | 2–2 | —   | 1–1 | 2–1 | 1–0 | 0–0 | 1–0 | 2–0 | 2–2 |
| C. D. Mestalla             | 3–0 | 3–0 | 2–0 | 0–2 | 4–4 | 4–0 | 1–1 | 2–1 | 3–2 | —   | 0–0 | 2–1 | 3–1 | 0–1 | 8–2 | 2–1 |
| Real Murcia C. F.          | 0–0 | 2–0 | 3–1 | 2–1 | 1–0 | 2–1 | 2–1 | 1–1 | 2–1 | 3–1 | —   | 1–0 | 1–0 | 4–1 | 2–0 | 3–0 |
| A. D. Plus Ultra           | 3–0 | 1–2 | 4–1 | 2–1 | 1–1 | 3–0 | 1–1 | 0–2 | 3–5 | 4–1 | 0–0 | —   | 0–0 | 0–1 | 0–0 | 2–0 |
| R. C. Recreativo de Huelva | 2–1 | 0–0 | 4–0 | 4–0 | 1–1 | 0–0 | 4–1 | 0–0 | 0–0 | 3–0 | 0–0 | 2–0 | —   | 8–1 | 1–1 | 2–1 |
| C. D. San Fernando         | 1–1 | 4–1 | 3–2 | 2–2 | 2–2 | 1–0 | 1–0 | 2–1 | 2–1 | 1–0 | 0–1 | 2–1 | 1–1 | —   | 1–0 | 0–0 |
| Sevilla Atlético           | 2–3 | 3–2 | 2–1 | 0–2 | 1–0 | 1–1 | 3–2 | 2–0 | 1–1 | 1–1 | 0–0 | 2–0 | 0–1 | 2–0 | —   | 1–2 |
| C. D. Tenerife             | 4–1 | 3–0 | 4–0 | 1–0 | 3–0 | 1–0 | 0–1 | 1–3 | 1–1 | 1–1 | 0–1 | 5–1 | 1–1 | 5–0 | 3–0 | —   |

## Promoción de ascenso
En la promoción de ascenso jugaron RCD Español y Levante UD como subcampeones de Segunda División. Sus rivales fueron RCD Mallorca y RC Deportivo de La Coruña como decimotercero y decimocuarto clasificado de Primera División.
Como curiosidad cabe destacar que la eliminatoria entre Deportivo de La Coruña y Levante se tuvo que retrasar dos semanas por la participación del conjunto valenciano en la Copa del Generalísimo y había que esperar que quedaran eliminados para poder jugar la promoción de ascenso.
La promoción se jugó a doble partido a ida y vuelta con los siguientes resultados:
| 12 de mayo de 1963 | RCD Español | 2:1 | RCD Mallorca | Estadio de Sarriá, Barcelona |  |
|                    |             |     |              | Asistencia: ??? espectadores |  |

| 19 de mayo de 1963 | RCD Mallorca | 2:1 | RCD Español | Estadio Lluís Sitjar, Palma de Mallorca |  |
|                    |              |     |             | Asistencia: ??? espectadores            |  |

| 23 de mayo de 1963 | RCD Español | 1:0 | RCD Mallorca | Estadio Santiago Bernabéu, Madrid |  |
|                    |             |     |              | Asistencia: ??? espectadores      |  |

- El RCD Español asciende a Primera división.
- El RCD Mallorca desciende a Segunda división.

| 26 de mayo de 1963 | RC Deportivo de La Coruña | 1:2 | Levante UD | Estadio de Riazor, La Coruña |  |
|                    |                           |     |            | Asistencia: ??? espectadores |  |

| 2 de junio de 1963 | Levante UD | 2:1 | RC Deportivo de La Coruña | Estadio de Vallejo, Valencia |  |
|                    |            |     |                           | Asistencia: ??? espectadores |  |

- El Levante UD asciende a Primera división.
- El RC Deportivo de La Coruña desciende a Segunda división.

## Promoción de permanencia
En la promoción de permanencia jugaron UP Langreo y CD Atlético Baleares del Grupo I; CD Cartagena y Real Jaén CF del Grupo II; y Algeciras CF, Arenas Club, CF Badalona y CD Hospitalet como equipos de Tercera División.
La promoción se jugó a doble partido a ida y vuelta con los siguientes resultados:
| 9 de junio de 1963 | Arenas Club | 0:0 | UP Langreo | Estadio Gobela, Guecho       |  |
|                    |             |     |            | Asistencia: ??? espectadores |  |

| 16 de junio de 1963 | UP Langreo | 2:0 | Arenas Club | Estadio Ganzábal, Langreo    |  |
|                     |            |     |             | Asistencia: ??? espectadores |  |

- El UP Langreo permanece en Segunda división.

| 9 de junio de 1963 | Algeciras CF | 3:1 | CD Atlético Baleares | Estadio El Mirador, Algeciras |  |
|                    |              |     |                      | Asistencia: ??? espectadores  |  |

| 16 de junio de 1963 | CD Atlético Baleares | 2:0 | Algeciras CF | Estadio Balear, Palma de Mallorca |  |
|                     |                      |     |              | Asistencia: ??? espectadores      |  |

| 19 de junio de 1963 | Algeciras CF | 2:1 | CD Atlético Baleares | Estadio de Vallejo, Valencia |  |
|                     |              |     |                      | Asistencia: ??? espectadores |  |

- El Algeciras CF asciende a Segunda división.
- El CD Atlético Baleares desciende a Tercera división.

| 9 de junio de 1963 | CD Hospitalet | 3:0 | Real Jaén CF | Campo municipal de deportes, Hospitalet de Llobregat |  |
|                    |               |     |              | Asistencia: ??? espectadores                         |  |

| 16 de junio de 1963 | Real Jaén CF | 2:0 | CD Hospitalet | Estadio de la Victoria, Jaén |  |
|                     |              |     |               | Asistencia: ??? espectadores |  |

- El CD Hospitalet asciende a Segunda división.
- El Real Jaén CF desciende a Tercera división.

| 9 de junio de 1963 | CF Badalona | 3:1 | CD Cartagena | Campo de la Avenida de Navarra, Badalona |  |
|                    |             |     |              | Asistencia: ??? espectadores             |  |

| 16 de junio de 1963 | CD Cartagena | 1:1 | CF Badalona | Estadio de El Almarjal, Cartagena |  |
|                     |              |     |             | Asistencia: ??? espectadores      |  |

- El CF Badalona asciende a Segunda división.
- El CD Cartagena desciende a Tercera división.

## Resumen
Campeones de Segunda División:
| - Pontevedra Club de Fútbol | - Club Real Murcia |

Ascienden a Primera División:
| - Pontevedra Club de Fútbol | - Club Real Murcia | - Real Club Deportivo Español | - Levante Unión Deportiva |

Descienden a Tercera División: 
| Grupo I - Club Deportivo Atlético Baleares - Club Deportivo Basconia - Centro de Deportes Sabadell Club de Fútbol | Grupo II - Club Deportivo Cartagena - Real Jaén Club de Fútbol - Sevilla Atlético Club - Agrupación Deportiva Plus Ultra |